# Halina Holas-Idziakowa
Halina Holas-Idziakowa (ur. w 1916 we Lwowie, zm. 7 lutego 2014) – polska artystka fotograf, uhonorowana tytułem Artiste FIAP, nadanym przez Międzynarodową Federację Sztuki Fotograficznej FIAP. Członkini Związku Polskich Artystów Fotografików. Matka operatora filmowego Sławomira  Idziaka.

## Życiorys
W 1950 roku została przyjęta w poczet członków Związku Polskich Artystów Fotografików. W 1951 roku była współorganizatorem ówczesnej Delegatury, obecnie Oddziału Śląskiego ZPAF w Katowicach. Halina Holas-Idziakowa brała udział we wszystkich ogólnopolskich i okręgowych wystawach fotografii artystycznej, organizowanych przez ZPAF. Brała udział w wielu wystawach krajowych i międzynarodowych, (m.in.) organizowanych przez FIAP, (m.in.) w Londynie, Paryżu, Pekinie. W latach 1981–2002 prowadziła zakład fotograficzny pod nazwą „Foto-Holas” w Katowicach, odziedziczony po ojcu – Józefie, który praktykował fotografię u Pieperhoffa, nadwornego fotografa Wilhelma II w Bayreuth. Od 1965 roku, wspólnie z mężem zajmowała się barwną fotografią reklamową. Mieszkała w Katowicach, ostatnie lata w Bystrej. Halina Holas-Idziakowa (wspólnie z mężem Leonardem Idziakiem) była autorką zdjęć do albumów „Fotografia 1930–2005”. Jej fotografie znajdują się w kolekcjach Oddziału Śląskiego ZPAF i Muzeum Śląskiego.
W 1965 roku Międzynarodowa Federacja Sztuki Fotograficznej FIAP przyznała Halinie Holas-Idziakowej honorowy tytuł AFIAP (Artiste FIAP).
Zmarła w nocy z 7 na 8 lutego 2014 roku, pochowana na cmentarzu przy ul. Francuskiej w Katowicach.

## Wybrane wystawy
- „Dokumentalistki” (Zachęta 2008)
- „Inspiracje” (Muzeum Śląskie 2009)
- „Dopełnienie konieczne. Śląskie fotografki” (Muzeum Śląskie 2012)

Źródło

## Odznaczenia
- Honorowa odznaka Rzemiosła Śląskiego (1969)
- Medal Pamiątkowy Uruchomienia Produkcji w Hucie Katowice (1976)
- Odznaka Budowniczy Huty Katowice (1979)
- Odznaka „Zasłużony Działacz Kultury” (1980)
- Medal 40-lecia Polski Ludowej (1984)
- Medal 40-lecia ZPAF (1987)
- Medal “Za Zasługi dla Rozwoju Fotografii Polskiej” (1988)
- Medal 150-lecia Fotografii (1989)

Źródło